# Moszkvai őrkutya
A moszkvai őrkutya (oroszul: московская сторожевая) Oroszországból származó kutyafajta, melyet a 20. században tenyésztettek ki a bernáthegyi, az orosz foltos kopó és a kaukázusi juhászkutya keresztezésével.

## Külleme
Nagy termetű, erőteljes testfelépítésű kutya. A melle mély, széles és hosszú, elülső része néha kiszögellik a váll-inak, ízületek előtt. A hát egyenes, erős, széles és izmos. A törzs két oldala megközelítőleg egyforma. Az állat dereka rövid, széles, izmos, nem túl kidomborodó. A hasa feszes. A mancsok nagyok és kerekek. A farok magasan tűzött, széles és tömött. A szőre félhosszú, ápolása könnyű, színe vörös-fehér tarka sötét, szimmetrikus maszkkal.

## Jelleme
Kitartó, szívós, igénytelen, képes alkalmazkodni az eltérő időjárási és egyéb viszonyokhoz. Kiegyensúlyozott lelkiállapotú, erős idegrendszerű. Az idegenekkel nagyon bizalmatlan.

## Adatok
- Marmagasság: 68–78 cm (kan), 66-73 (szuka)
- Testtömeg: 50–70 kg
- Alomszám: 3-9 kölyök
- Várható élettartam: 12-14 év